# Licenciado Gustavo Díaz Ordaz (Campeche)
Licenciado Gustavo Díaz Ordaz, más conocido como 18 de Marzo, es una localidad del estado mexicano de Campeche. Es parte del municipio de Carmen.

## Toponimia
El nombre de la localidad rinde homenaje a Gustavo Díaz Ordaz, presidente de México de 1964 a 1970.

## Demografía
| Censo | Población |
| ----- | --------- |
| 2000  | 1 195     |
| 2010  | 1 239     |
| 2020  | 1 374     |